# Tatyana Nikolayevna của Nga
Tatyana Nikolaevna của Nga (Tatyana Nikolaevna Romanova) (Tiếng Nga Великая Княжна Татьяна Николаевна) (29 tháng 5 (OS) / 10 tháng 6 (NS) 1897- 17 tháng 7 năm 1918) (năm 1900 và sau đó, sinh nhật Tatiana đã được tổ chức vào ngày 10 tháng 6 phong cách mới) là con gái thứ của Sa hoàng Nikolai II của Nga, vị vua cuối cùng của Nga với Alix của Hessen và Rhein. Tatyana là chị gái của Nữ đại vương công Anastasia Nikolayevna của Nga nổi tiếng, người được cho là đã sống sót sau vụ giết người ở nhà Ipatiev. Thông qua mẹ mình, Alix của Hessen và Rhein, Tatyana còn là cháu cố của Victoria của Anh. Năm 1918, Tatyana cùng gia đình đã bị giết chết bởi những người Cộng sản Bolshevik. Điều này dẫn đến việc bà được Giáo hội Chính thống Nga phong thánh.
Chị gái của bà là Nữ đại vương công Olga. Các em của bà gồm có Nữ đại vương công Mariya, Anastasiya và Thái tử Aleksey, người thừa kế của Đế quốc Nga.

## Ngoại hình và tính cách

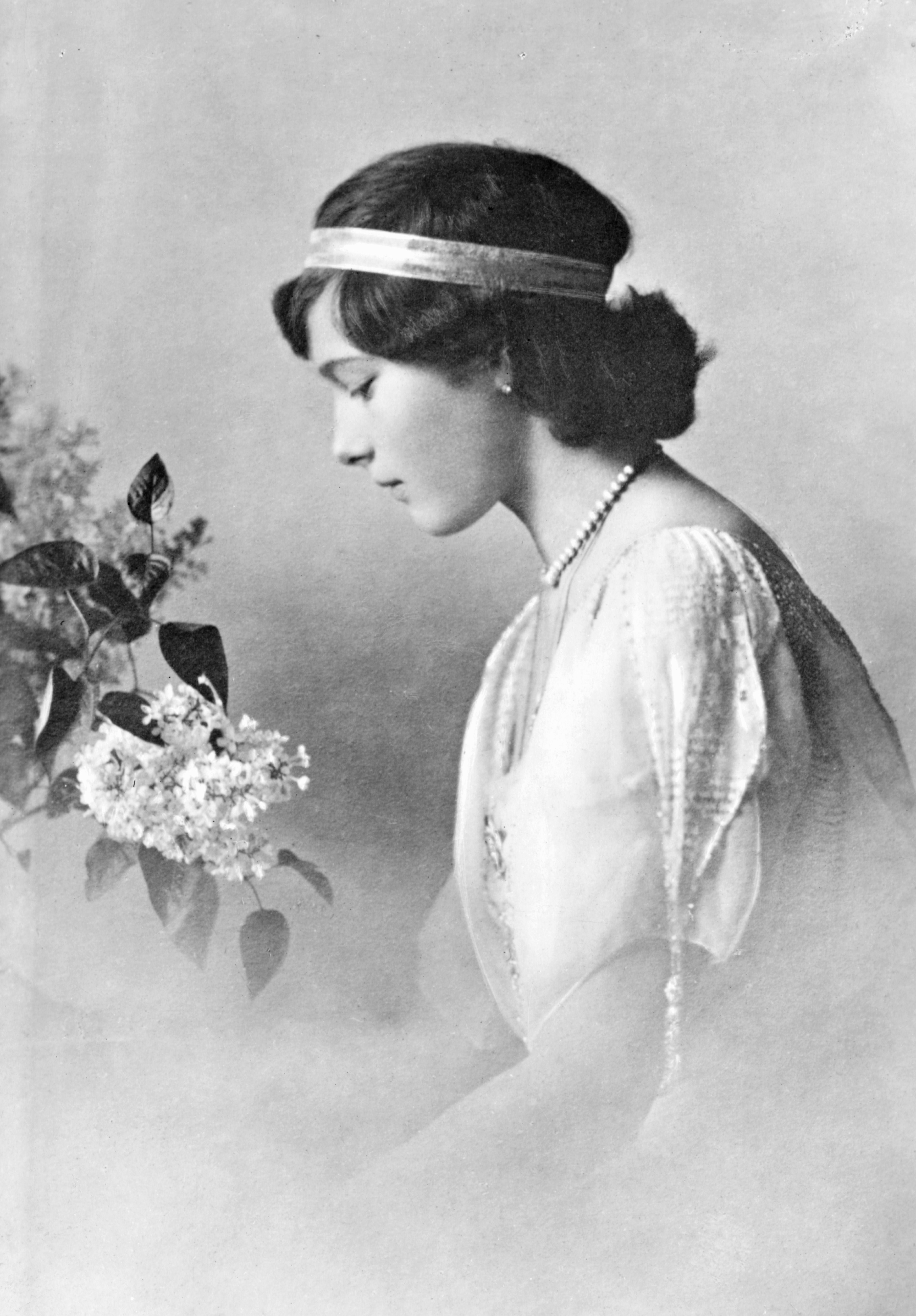
Nữ Đại vương công Tatyana năm 1914

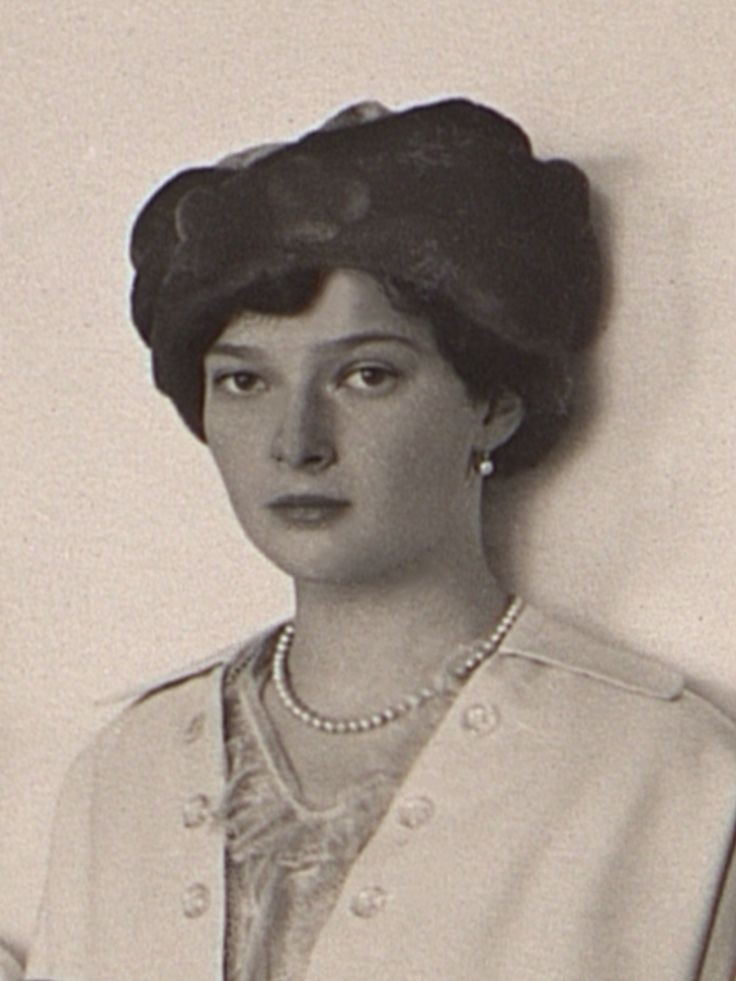
Nữ Đại vương công Tatyana Nikolaevna của Nga năm 1915

Tatyana nổi tiếng là một người phụ nữ xinh đẹp. Cô cao, mảnh mai và thanh lịch. Cô có mái tóc nâu ánh đỏ sẫm, đôi mắt xám và các đường nét khuôn mặt thanh tú. Nhiều người cho rằng cô là người đẹp nhất trong bốn chị em đại công nữ và là người giống mẹ nhất.
Nữ hầu cận của mẹ cô, Nam tước phu nhân Sophie Buxhoeveden, từng nhận xét rằng: "Tatyana, theo ý tôi, xinh hơn các chị em của mình. Cô cao hơn mẹ, nhưng vóc dáng thanh mảnh và cân đối đến mức chiều cao không làm giảm đi vẻ hấp dẫn. Cô có những đường nét đẹp, hài hòa, và giống với một số mỹ nhân nổi tiếng trong gia đình hoàng tộc, chân dung của họ được treo trên tường trong cung điện. Cô có mái tóc sẫm màu, làn da khá nhợt nhạt, và đôi mắt cách xa nhau, tạo cho cô vẻ mơ màng, như đang mộng du.""
Tướng Alexander Grabbe, Thiếu tướng của đội cận vệ Hoàng đế, viết rằng: "Người xinh đẹp nhất trong các đại công nữ là Tatiana, con gái thứ hai của Sa hoàng. Về ngoại hình cũng như tính cách nghiêm túc, nồng nhiệt, cô giống mẹ mình nhất. Cô mảnh khảnh, tóc màu nâu ánh đỏ và đôi mắt xám trong trẻo, trông vô cùng cuốn hút và thường nhận được nhiều sự chú ý nhờ vẻ đẹp của mình."
Theo lời Anna Vyrubova: "Khi trưởng thành, Tatyana là người cao nhất và duyên dáng nhất trong các đại công nữ, xinh đẹp và lãng mạn. Nhiều sĩ quan đã phải lòng Tatyana, nhưng không có ai phù hợp để làm người bạn đời của cô."
Meriel Buchanan miêu tả vẻ đẹp của cô là "gần như huyền bí." Alexander Mossolov, người đứng đầu Văn phòng Hoàng gia, từng viết rằng Tatyana là "người đẹp nhất trong số các chị em." Cô ruột của cô là Công nương Xenia, từng nói: "Tatyana và mẹ cô giống nhau như hai giọt nước!... thật xinh đẹp."
Người bảo mẫu của cô, Margaretta Eagar, từng nhận xét: "Một đứa trẻ rất xinh xắn, đặc biệt giống mẹ, nhưng trông có vẻ yếu ớt."
Năm 1900, tạp chí Anh *Woman at Home* đã viết: "Người đẹp nhất trong đàn con, xét về ngoại hình… là Đại Công nữ Tatiana."
Sa hoàng Nicholas cũng viết rằng Tatiana là "một đứa trẻ rất xinh đẹp" và ông thường nhận xét rằng cô làm ông nhớ đến Alexandra – hoàng hậu của ông. Khi Tatiana lên 8 tuổi, gia sư Pierre Gilliard nói rằng cô "xinh hơn chị gái mình."

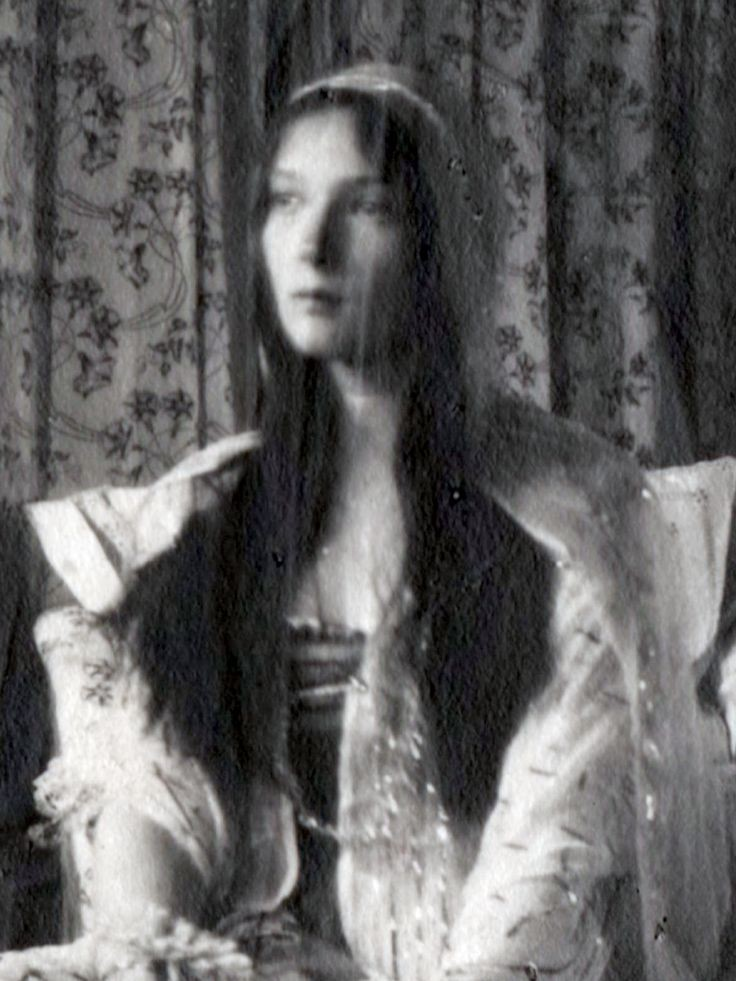
Nữ Đại vương công Tatyana trong trang phục năm 1916

Mặc dù có địa vị cao, Tatyana không sử dụng tước hiệu Hoàng gia của mình, và bạn bè, gia đình cùng những người hầu đều gọi cô bằng tên riêng và phụ danh: Tatiana Nikolaevna. Biệt danh duy nhất được tìm thấy trong các nguồn tài liệu gốc dành cho cô là “Tanechka” trong một bưu thiếp từ người em họ là Công chúa Irina Alexandrovna và “Tan’ka” trong vài mẩu ghi chú của người em gái Anastasia Nikolaevna. Theo một câu chuyện kể lại, Tatyana từng đá nữ thị tòng thân của mình là Nam tước phu nhân Sophie Buxhoeveden vì bà gọi cô là “Điện hạ” trong một cuộc họp ủy ban, và cô gằn giọng: “Bà bị điên à mà nói với tôi như vậy?”.
Khi 14 tuổi, Tatiana gọi điện đến nhà bà Chebotareva và người đầu tiên cô nói chuyện là con trai 16 tuổi của bà. Không biết cô là ai, Gregory yêu cầu cô xưng tên. Cô đáp: “Tatiana Nikolaevna.” Cậu không tin mình đang nói chuyện với một Nữ Đại vương công, nên lại hỏi lần nữa. Một lần nữa, Tatiana không nhận mình là Nữ Đại vương công mà chỉ trả lời rằng cô là “Nữ tu Romanova đệ nhị.”
Tatyana là một người thực tế và biết chăm lo, có tố chất lãnh đạo. Các chị em cô đặt cho cô biệt danh “Người quản lý” và thường cử cô làm đại diện cho cả nhóm mỗi khi họ muốn xin cha mẹ điều gì đó. Dù Olga lớn hơn Tatiana 18 tháng, cô vẫn vui vẻ để Tatyana làm người lãnh đạo nhóm của họ. Nam tước phu nhân Sophie Buxhoeveden nhớ lại rằng: “Tatyana Nikolaevna là người chăm sóc các em nhỏ, luôn là người hỗ trợ đắc lực cho những người trong Hoàng gia, lúc nào cũng sẵn lòng giúp họ sắp xếp công việc chính thức sao cho không ảnh hưởng đến những buổi gặp mặt riêng tư.”
Gilliard viết rằng Tatyana là người dè dặt, “điềm đạm” nhưng ít cởi mở và tự nhiên hơn Olga. Cô không thông minh một cách bẩm sinh như Olga, nhưng lại chăm chỉ và tận tâm hơn. Đại tá Eugene Kobylinsky, người từng làm lính canh cho gia đình ở Tsarskoye Selo và Tobolsk, nhận xét rằng Tatyana “không có hứng thú với nghệ thuật” và rằng “giá như cô ấy là đàn ông thì có lẽ còn tốt hơn.”
.

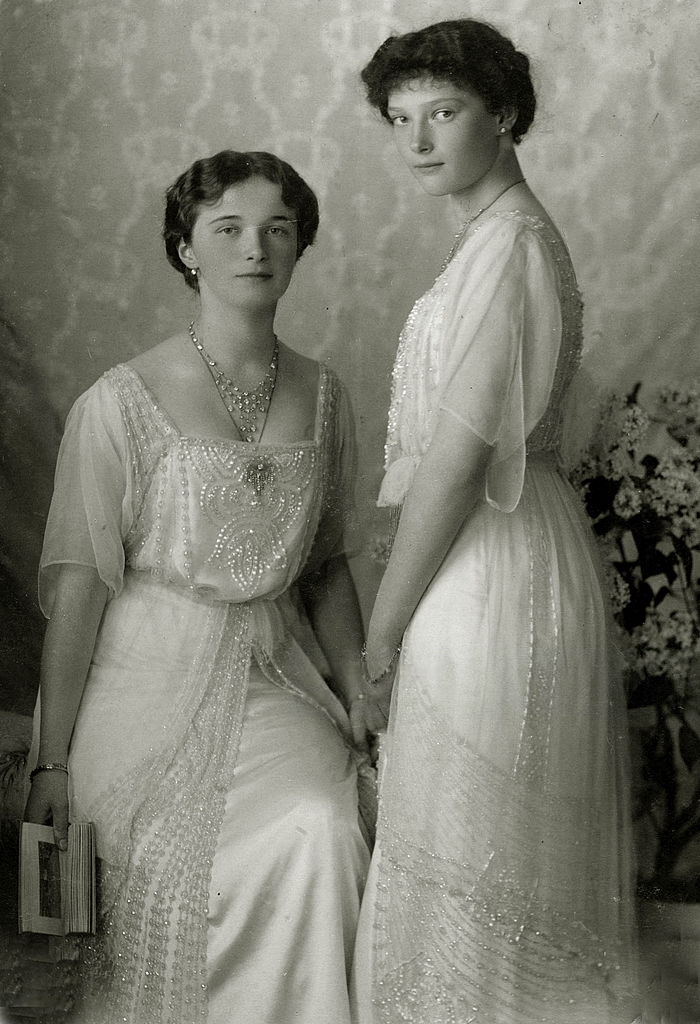
Nữ Đại vương công Olga Nikolaevna của Nga và Nữ Đại vương công Tatyana Nikolaevna của Nga năm 1913

Tatyana rất quan tâm đến thời trang. Theo lời Sophie Buxhoeveden, “Tatyana Nikolaevna yêu thích việc ăn mặc. Bất kỳ chiếc váy nào, dù cũ đến đâu cũng trông đẹp trên người cô. Cô biết cách ăn mặc, được ngưỡng mộ và cũng thích được người khác ngưỡng mộ.” Bạn thân của mẹ cô, Anna Vyrubova viết rằng, Tatyana có tài thêu thùa và đan móc và cô có thể làm tóc cho mẹ mình khéo như một thợ làm tóc chuyên nghiệp. Sophie Buxhoeveden nhớ lại rằng đã có lần Tatyana tự tay làm tóc cho bà khi người làm tóc riêng không có mặt.
Tatiana là người hòa đồng nhất trong số bốn chị em. Theo Buxhoeveden, “bạn bè sẽ được chào đón, nhưng không có cô gái trẻ nào được mời đến Cung điện.” Vyrubova ghi nhận rằng Tatyana là người nổi tiếng nhất trong các chị em lúc sinh thời, nhờ tính cách sống động và tinh thần trách nhiệm. Vyrubova và Lili Dehn cho rằng Tatyana rất khao khát có bạn bè cùng trang lứa nhưng địa vị quá cao và sự không ưa giao du của mẹ đã hạn chế cuộc sống xã hội của cô.
Giống mẹ mình, Tatyana rất mộ đạo. Cô thường xuyên đọc Kinh Thánh, nghiên cứu thần học và trăn trở với những câu hỏi về “thiện và ác, đau khổ và tha thứ, và số phận con người trên trần thế.” Cô đi đến kết luận rằng “con người phải chiến đấu rất nhiều vì đáp lại điều thiện thường là điều ác, và điều ác thì ngự trị.”  A.A. Mosolov cho rằng bản tính dè dặt của Tatyana khiến cô có “tính cách khó gần” nhưng lại có chiều sâu tinh thần vượt trội hơn cả Olga. Thầy dạy tiếng Anh của cô, Sydney Gibbes, nhận xét rằng Tatiana xem tôn giáo là một bổn phận hơn là một đam mê.
Chỉ những người thân thiết và trong gia đình mới biết đến khía cạnh nội tâm của cô. “Ở cô ấy, cũng như ở mẹ cô, sự nhút nhát và dè dặt thường bị hiểu lầm là kiêu kỳ, nhưng một khi bạn hiểu cô ấy và có được tình cảm của cô, sự dè dặt ấy sẽ biến mất và con người thật của Tatiana mới hiện rõ,” Dehn kể lại. “Cô ấy là một tâm hồn thi vị, luôn khao khát những lý tưởng cao đẹp và mơ về những tình bạn lớn lao mà cô có thể có.” Chebotareva yêu mến Tatiana “ngọt ngào” như con ruột và kể rằng Tatyana thường nắm tay bà khi cảm thấy lo lắng. “Con ngượng khủng khiếp và sợ hãi – con chẳng biết mình đã chào ai và chưa chào ai nữa,” Tatiana từng nói với Chebotareva.
Giống như các chị em, Tatyana ngây thơ và thiếu trải nghiệm thực tế. Khi còn nhỏ, cô đã rất sốc khi biết rằng cô giáo dạy kèm Margaretta Eagar được trả tiền để chăm sóc mình. Khi Eagar nói: “Con thấy cô nhận tiền lương hàng tháng mà,” Tatyana đáp: “Con cứ nghĩ đó là món quà dành cho cô.” Có lần, khi thị nữ không cử người đi kèm theo xe, Tatyana và Olga quyết định đi mua sắm lần đầu tiên. Họ bảo dừng xe gần một khu phố có nhiều cửa hàng và bước vào một tiệm. Vì mặc đồng phục y tá nên không ai nhận ra họ là công chúa. Họ rời cửa hàng tay không vì không mang theo tiền và cũng không biết cách dùng nó. Ngày hôm sau, họ hỏi Chebotareva cách sử dụng tiền.
Thầy dạy tiếng Pháp, Pierre Gilliard, viết rằng Tatiana và Olga “yêu thương nhau tha thiết.”

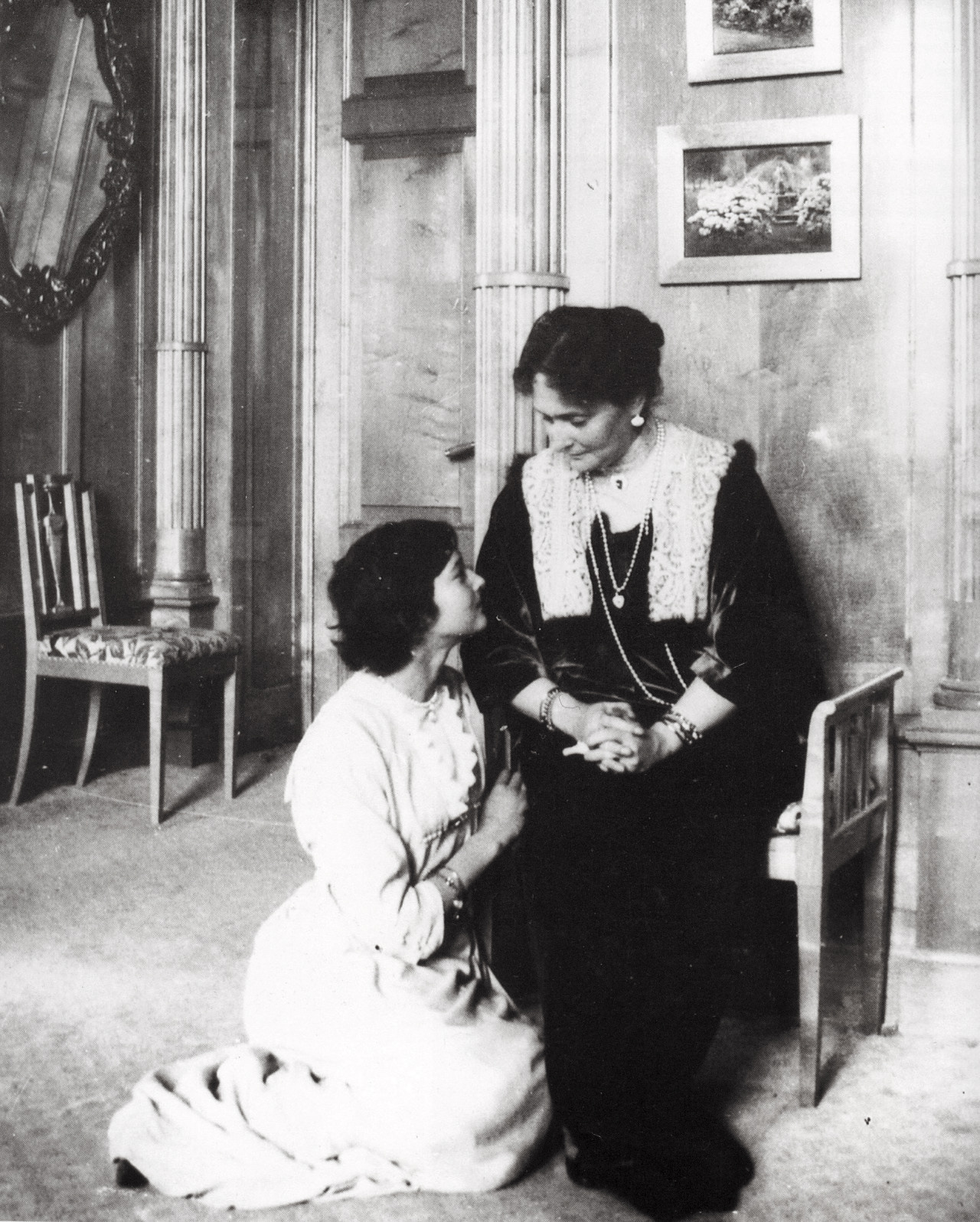
Tatyana cùng mẹ năm 1914.

Tatyana thân thiết với mẹ hơn bất kỳ người chị em nào, và nhiều người cho rằng cô là con gái cưng của Alexandra. “Không phải các chị em cô yêu mẹ ít hơn,” thầy dạy tiếng Pháp Pierre Gilliard hồi tưởng, “mà là Tatiana biết cách bao bọc mẹ bằng sự quan tâm không mệt mỏi và chưa bao giờ để những cảm xúc bốc đồng của mình lấn át.” Vào ngày 13 tháng 3 năm 1916, Alexandra viết cho Nicholas rằng trong số bốn cô con gái, chỉ có Tatyana là người “hiểu được” khi bà giải thích quan điểm và cách suy nghĩ của mình. Nam tước phu nhân Sophie Buxhoeveden viết rằng Tatyana “đồng cảm với mẹ nhất” và “rõ ràng là người được cả cha lẫn mẹ yêu quý nhất.”
Tatyana cũng rất thân với cha. Lili Dehn viết rằng “Hoàng đế hết mực yêu thương cô [và] giữa hai cha con có nhiều điểm tương đồng.” Bà còn kể rằng “các chị em thường đùa rằng, nếu muốn xin một ân huệ nào đó thì 'phải để Tatiana nói với Papa mới được.’”

## Thời thơ ấu

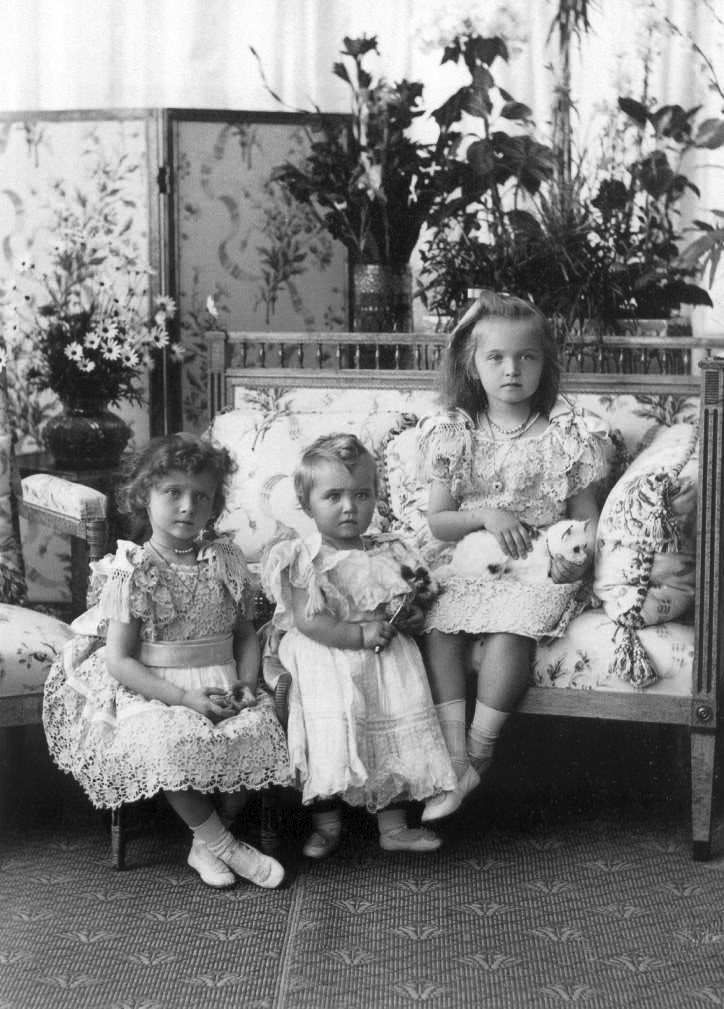
Tatyana, Mariya và Olga trong bức chụp chân dung năm 1900

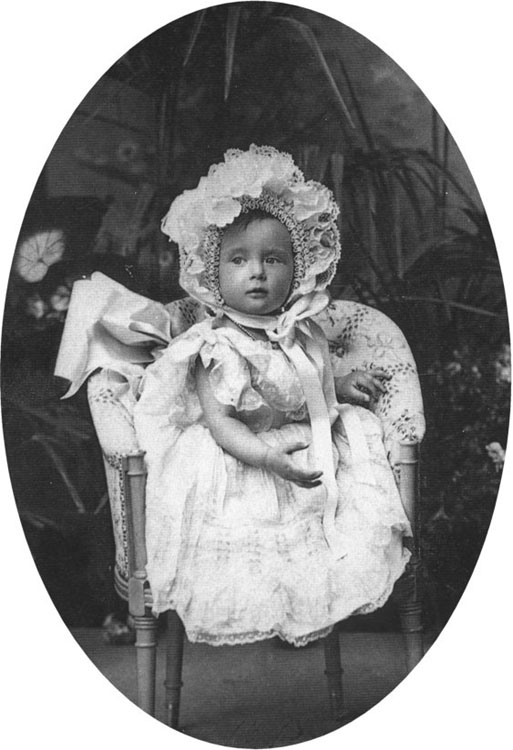
Tatyana đội mũ năm 1898

Tatyana sinh ngày 10 tháng 6 năm 1897. Bà là con thứ của Sa hoàng Nikolai II và Alix của Hessen và Rhein. Đại công tước Konstantin Konstantinovich viết "tất cả mọi người đều rất thất vọng vì họ đã hi vọng về một bé trai." Đại công tước Georgey Aleksandrovich, em trai Nikolai nói với ông "Em đã chuẩn bị nghỉ hưu, nhưng hình như chưa đến lúc thì phải." Lúc đó ở Nga, phụ nữ không thể thừa kế ngai vàng cho tới không còn một hậu duệ nam hợp pháp nào. Vì vậy nên người thừa kế của Nikolai là em trai ông Georgey trừ phi ông có con trai. Tatyana có chị là Olga, và các em là Mariya, Anastasiya và Aleksey. Cả năm chị em đều thân thiết với nhau và với bố mẹ.

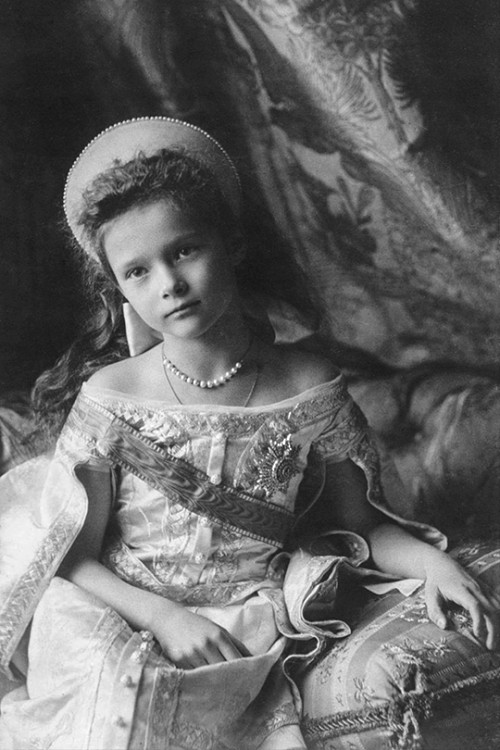
Tatyana Nikolayevna lễ rửa tội của em trai vào năm 1904

Vào ngày 29 tháng 5 năm 1897, Đại vương công Konstantin Konstantinovich của Nga viết trong nhật ký rằng Nikolai II đặt tên Tatyana cho bà là để bày tỏ lòng tôn kính đến nữ anh hùng trong cuốn tiểu thuyết thơ Yevgeny Onegin của Aleksandr Pushkin. Ông muốn đặt tên cho hai cô con gái là Olga và Tatyana theo tên hai chị em trong bài thơ nổi tiếng.
Giống như những đứa trẻ Romanov khác, Tatyana được nuôi dạy trong tình trạng thắt lưng buộc bụng. Bà với chị và các em ngủ trên những giường không gối, tắm nước lạnh mỗi buổi sáng, và thêu thùa và dệt để làm quà hoặc bán ở các phiên chợ từ thiện.

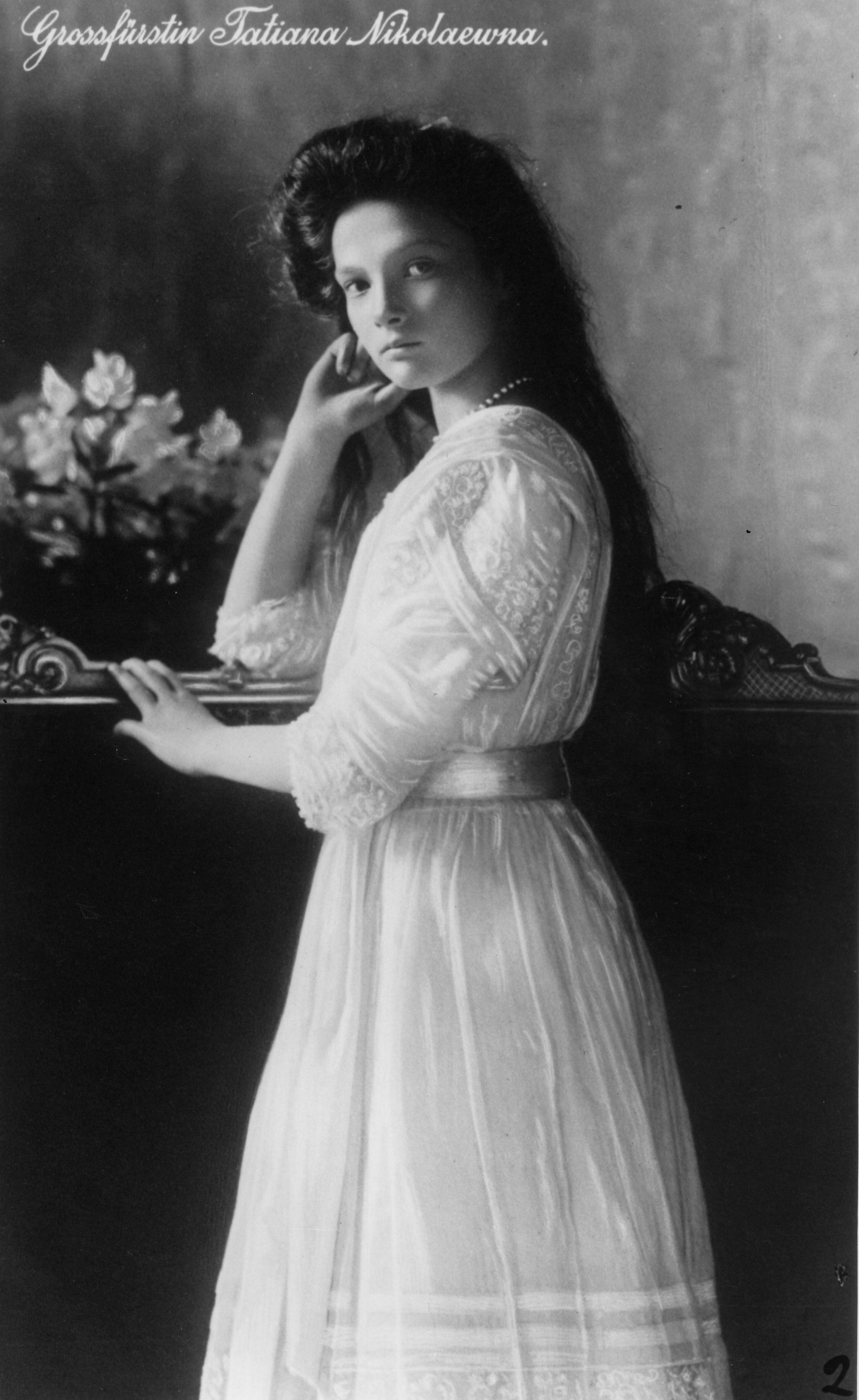
Chân dung Nữ Đại vương công Tatyana năm 1910

Trong nhà, Tatyana và Olga được biết đến là "Cặp đôi Lớn". Họ ngủ chung phòng và rất thân với nhau. Vào mùa xuân 1901, Olga bị sốt thương hàn và không được tiếp xúc với ai trong vài tuần. Khi bắt đầu hồi phục, Tatyana được phép gặp chị gái trong vòng năm phút nhưng không nhận ra bà. Khi gia sư Margaretta Eagar bảo rằng đứa trẻ đó là Olga, Tatyana khóc lóc và phủ nhận rằng đứa trẻ xanh xao ấy là chị gái. Eagar gặp khó khó khăn trong việc thuyết phục Tatyana rằng Olga sẽ hồi phục.

## Mối quan hệ với Grigori Rasputin

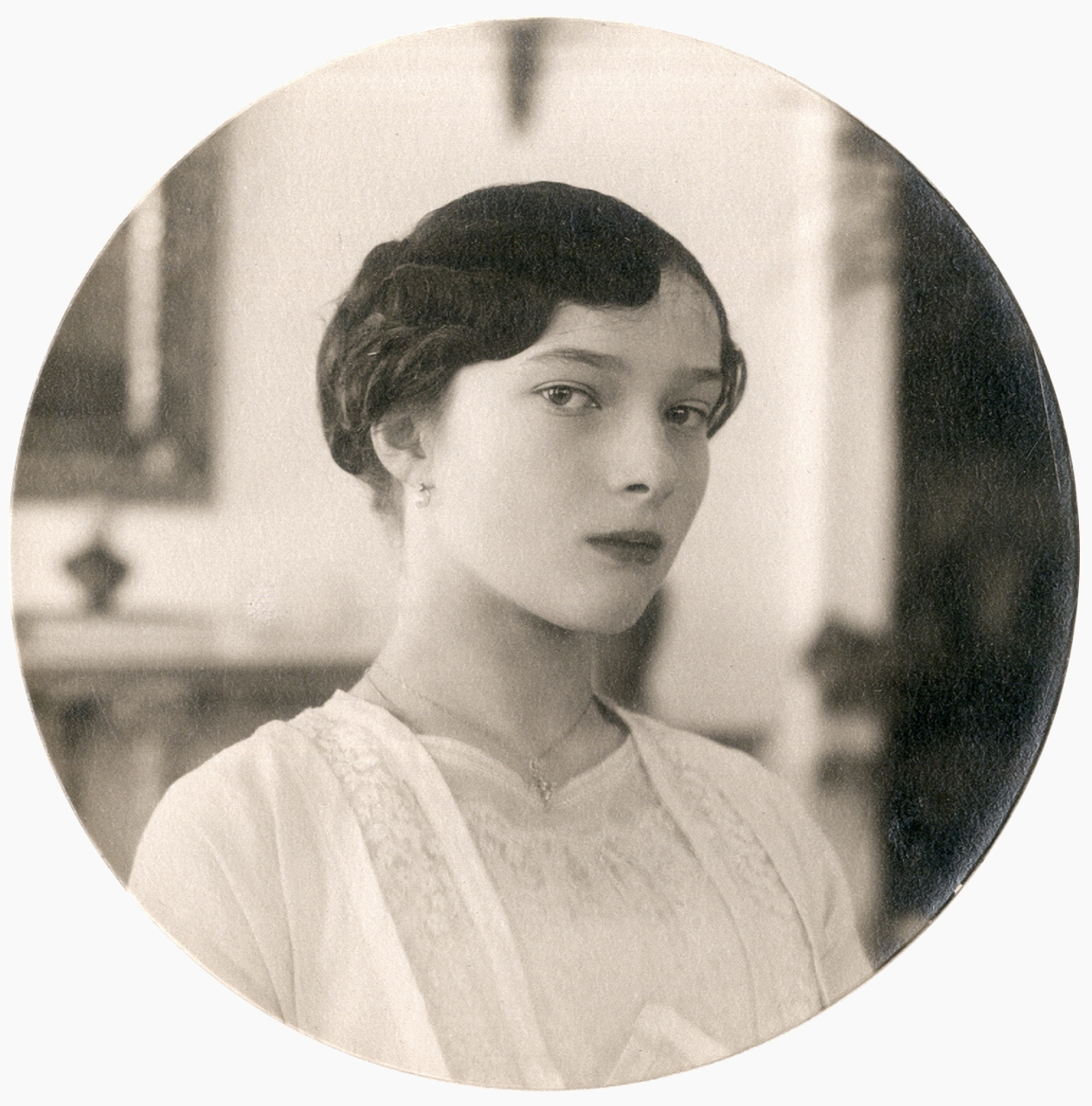
Bức ảnh chụp Nữ Đại vương công Tatyana vào năm 1914 của Eugene Fabergé

Mẹ của bà phụ thuộc vào ý kiến của Grigori Rasputin, một người xuất thân nông dân và được cho là "thánh nhân". Lời cầu nguyện của ông rất được tin tưởng khi cứu sống Thái tử rất nhiều lần. Tatyana và các anh chị em được dạy phải coi Rasputin như "một người bạn" và phải tin tưởng vào ông. Vào mùa thu năm 1907ẤntasiaTatyana là Nữ Đại vương công Olga Aleksandrovna của Nga đã được hộ tống đến nhà trẻ bởi Sa hoàng để gặp Rasputin. Tatyana, các chị em gái và đứa em trai, Alekseyei đều mặc áo ngủ dài màu trắng. "Tất cả bọn trẻ đều có vẻ thích ông ta", Nữ đại vương công kể lại. "Chúng hoàn toàn thoải mái bên ông ấy." Tình bạn giữa Rasputin và những đứa trẻ hoàng tộc đã được minh chứng trong một số các tin nhắn ông gửi cho lũ trẻ. Vào tháng 2, năm 1909, Rasputin gửi chúng một bức điện tín, khuyên chúng "yêu thiên nhiên của Chúa trời, toàn bộ sản phẩm của Ngài cụ thể là thế giới này. Đức mẹ của Chúa đã luôn hiện hữu với hoa thơm và việc thêu thùa."
Tuy nhiên, một trong số các gia sư, Sofia Ivanovna Tyutcheva, đã sợ hãi ở năm 1910 về việc Rasputin được phép vào nhà trẻ khi bốn cô gái đang mặc đồ ngủ và muốn ông ta không được vào. Nikolai đã từng bảo Rasputin tránh vào nhà trẻ trong tương lai. Những đứa trẻ này đều biết sự căng thẳng giữa hai người và sợ rằng mẹ của chúng sẽ tức giận khi biết được hành động của Tyutcheva. "Con sợ rằng S.I (cô giáo Sofia Ivanovna Tyutcheva) có thể nói... gì đó xấu về người bạn của chúng ta," Tatyana đã viết thư cho mẹ vào ngày 8, tháng 3 năm 1910. "Con hy vọng cô bảo mẫu sẽ đối xử tốt với bạn của chúng ta từ nay."
Tyutcheva cuối cũng cũng bị cho thôi việc. Cô mang câu chuyện của mình kể cho các thành viên khác trong gia đình. Trong khi các chuyến thăm của Rasputin, theo tất cả nguồn tin, là hoàn toàn lương thiện, cả gia đình đều cảm thấy khó chịu. Tyutcheva kể với em gái của Nikolai, Nữ Đại vương công Ksenya, rằng Rasputin đến thăm các cô bé, nói chuyện với chúng trước khi đi ngủ, và ông ta còn ôm và xoa đầu bọn trẻ. Tyutcheva nói rằng những đứa trẻ đã được dạy không được nói về Rasputin với bà và phải giấu những chuyện thăm này khỏi những bảo mẫu một cách cẩn thận. Xenia viết vào ngày 15 tháng 3 năm 1910 rằng cô không thể hiểu được "... thái độ của Alix và những đứa trẻ đối với tên Grigory nham hiểm đó (người mà họ coi là vị thánh trong khi hắn chỉ là một tên theo giáo phái Khlysty!)".
Vào mùa xuân năm 1910, Mariya Ivanovna Vishnyakova, một giáo viên hoàng tộc, khẳng định rằng Rasputin đã hãm hiếp bà. Vishnyakova nói rằng Hoàng hậu đã không tin những lời báo cáo về vụ cưỡng hiếp, và khăng 
khăng rằng "mọi thứ Rasputin làm là linh thiêng." Nữ Đại vương công Olga Aleksandrovna đã nói rằng lời khẳng định của Vishnyakova đã được điều
tra ngay lập tức, nhưng thay vào đó "họ bắt được người phụ nữ trẻ chung giống với một người Kazakh của Cấm vệ quân." Vishnyakova đã bị ngăn cấm gặp Rasputin sau khi đưa ra lời buộc tội trên và sau đó đã bị từ chức vào năm 1913.
Tuy nhiên, các tin đồn vẫn lan truyền và sau đó xã hội bảo nhau rằng Rasputin không chỉ mê hoặc Hoàng hậu mà còn cả bốn Nữ đại vương công trẻ. Những lời bàn tán còn thêm thắt bởi bức thư, mặc dù vô hại, viết cho Rasputin bởi Hoàng hậu và bốn nữ đại công tức mà được phát tán bởi Rasputin và sau đó truyền trong khắp xã hội. "Người bạn quý già, thân yêu của tôi," Anastasia viết. "Tôi thích gặp lại bạn biết nhường nào. Bạn đến với tôi trong giác mơ hôm nay. Tôi đã luôn hỏi mẹ rằng khi nào bạn tới... Tôi luôn nghĩ về bạn thân yêu của tôi, vì bạn thật tốt bụng..."
Tiếp nối bức thư là sự lan truyền về một đoạn hoạt hình khiêu dâm mô tả Rasputin có quan hệ với Hoàng hậu, bốn Nữ đại vương công và Anna Vyrubova, bạn thân của Hoàng hậu. Sau vụ bê bối, Nikolai ra lệnh cho Rasputin rời Sankt-Peterburg một thời gian, một điều khiến cho Alexandra rất không hài lòng. Rasputin sau đó bắt đầu chuyến hành hương đến Palestine và mặc dù có các tin đồn như vậy, gia đình hoàng tộc vẫn tiếp tục mối quan hệ với Rasputin cho đến vụ ám sát của ông vào ngày 17 tháng 12 năm 1916. "Người bạn của chúng tôi rất hài lòng với các cô con gái, nói rằng chúng đã trải quả "các giai đoạn" khó khăn trong tầm tuổi của chúng và linh hồn đã phát triển rất nhiều", Alix viết cho Nikolai vào ngày 6 tháng 12 năm 1916.
Trong hồi ký của mình, A. A. Mordvinov ghi lại rằng bốn Nữ đại vương công có vẻ "ớn lạnh và buồn một cách tồi tệ" trước cái chết của Rasputin và ngồi "túm tụm gần nhau" trên ghế sofa trong phòng ngủ vào đêm nhận tin đó. Mordvinov kể rằng những những người phụ nữ trẻ này trong tâm trạng buồn bã và có thẻ nhận thấy biến động chính trị đang sắp ập đến. Rasputin đã được chôn cất với biểu tượng được ký đằng sau bởi Tatyana, mẹ và các chị em. Bà tham dự đám tang của ông vào ngày 21 tháng 12 năm 1916, và gia đình của cô dự định xây một nhà thờ gần mộ của Rasputin. Sau khi họ bị giết bởi thành viên của phe Bolshevik, Tatyana và các chị em của cô đã được phát hiện đang đeo bùa hộ mệnh có ảnh Rasputin và lời cầu nguyện.

## Thời trưởng thành và Thế chiến I

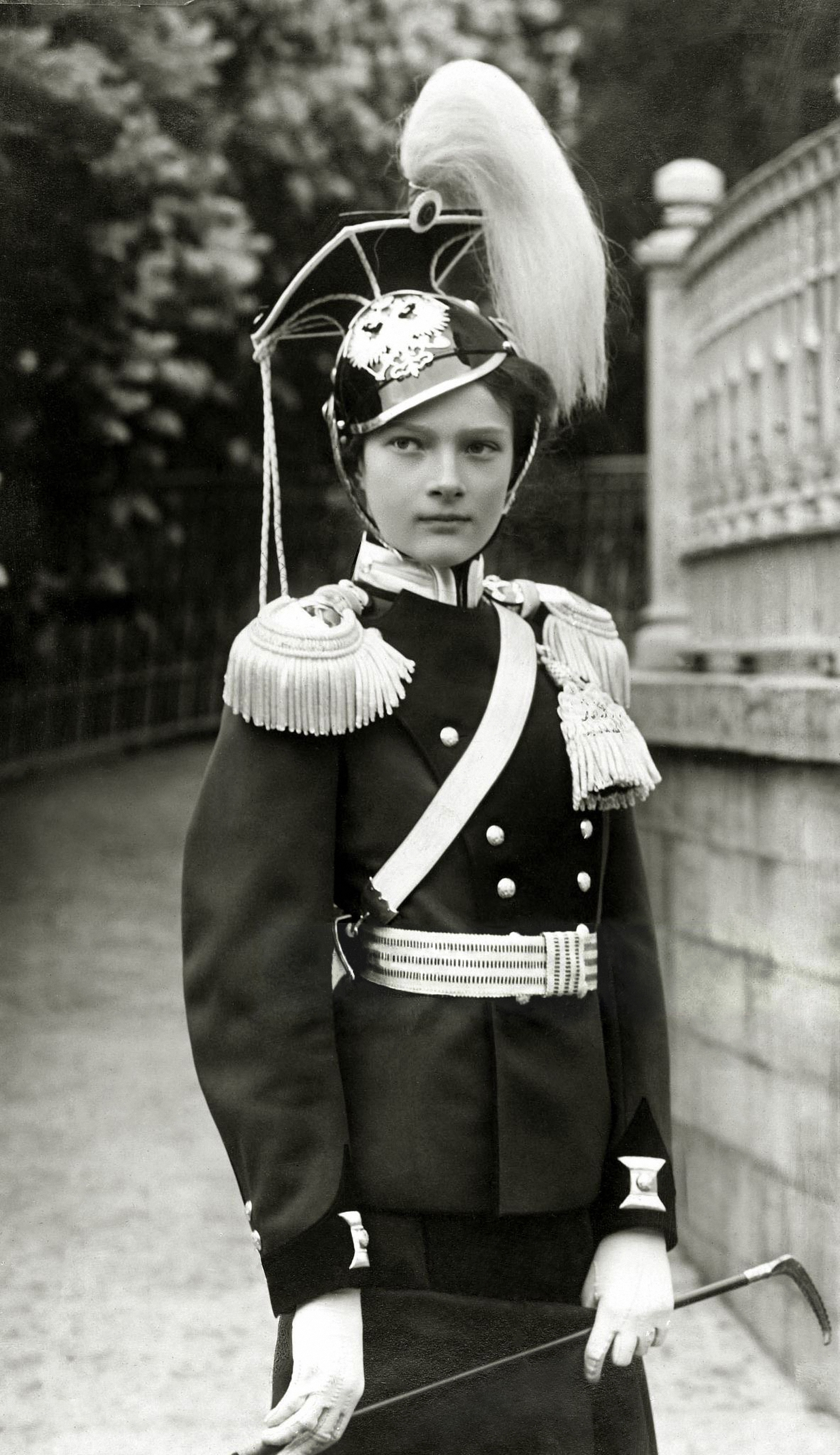
Nữ Đại công tước Tatyana Nikolaevna là Đại tá danh dự của Trung đoàn Vosnesenski Lancers số 8

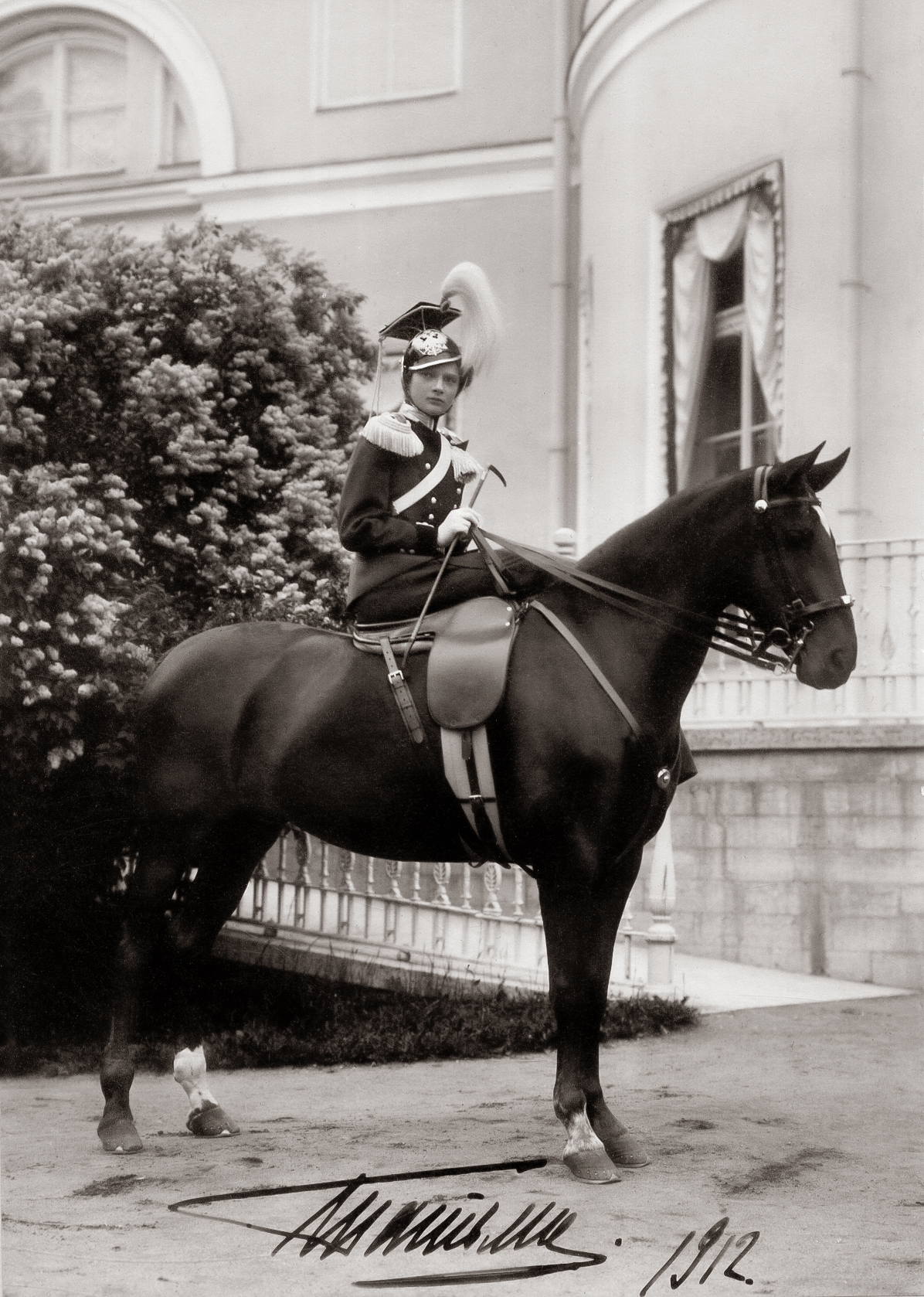
Nữ Đại công tước Tatyana Nikolaevna trên lưng ngựa

Khi còn là một thiếu nữ, Tatyana được phong hàm đại tá danh dự và được giao một trung đoàn lính, Vosnesensky (Ascension) Lancer. Cô và Olga thường xuyên kiểm tra binh lính. 
Tatyana rất thích được ở cạnh các binh sĩ, nhưng nhiều khi cô cũng cảm thấy sốc trước cách cư xử của họ. Ngày 11 tháng 7 năm 1911, một nhóm sĩ quan trên du thuyền Imperial đã tặng Olga một bức chân dung David khỏa thân của Michelangelo được cắt ra từ một tờ báo. Phẫn nộ, Tatyana khi đó 14 tuổi đã viết thư cho dì của mình là Nữ công tước Olga Alexandrovna của Nga, "Olga đã cười phá lên, cười rất lâu và rất to. không một sĩ quan nào muốn thú nhận rằng anh ta đã làm điều đó. Thật là những kẻ khốn nạn, phải không dì?"
Vào ngày 14 tháng 7 năm 1911, Tatyana từng chế giễu cuộc đính hôn giữa người anh họ xa của mình, Hoàng tử Ioann Konstantinovich của Nga, với Helen của Serbia. Cùng ngày hôm đó, cô viết thư cho chị gái Olga: "Thật buồn cười nếu họ có con. (Cô ấy) có thể hôn anh ta sao? Thật kinh tởm, thật kinh tởm!"
Cũng trong năm đó, Tatiana và Olga đã chứng kiến vụ ám sát Bộ trưởng Chính phủ Pyotr Stolypin trong một buổi biểu diễn tại Nhà hát Opera Kiev. Sau sự việc đó, vào ngày 10 tháng 9 năm 1911, Sa hoàng Nicholas đã viết thư cho mẹ mình, Thái hậu Maria, rằng cả hai cô con gái đều rất đau buồn. Tatyana bật khóc nức nở, và đêm đó hai chị em gần như không thể chợp mắt.
Khi Chiến tranh Thế giới thứ nhất nổ ra, Tatyana trở thành y tá Hội Chữ thập đỏ, cùng với mẹ và chị gái Olga. Họ chăm sóc những người lính bị thương tại một bệnh viện tư nhân trong khuôn viên Tsarskoye Selo. Theo lời kể của Anna Vyrubova, “Tatiana gần như khéo léo và tận tụy như chính mẹ cô. Cô chỉ phàn nàn rằng vì còn quá trẻ nên bị miễn tham gia vào những ca khó khăn nhất."
Valentina Ivanovna Chebotareva, người từng làm việc cùng Tatiana tại bệnh viện, ghi lại trong nhật ký rằng có lần bà định tự mình đun sôi lụa trong lúc Tatyana đang bận việc khác vì sợ cô quá mệt. Tuy nhiên, Tatiana đoán được và nói: “Tại sao cô có thể hít hơi axit carbolic mà tôi thì không?” – rồi nhất quyết giúp đỡ.
Vào tháng 9 năm 1914, cô được bổ nhiệm làm người bảo trợ cho một tổ chức viện trợ chiến tranh mang tên "Ủy ban Tatyana".
Tatyana nổi tiếng là người yêu nước sâu sắc. Vào ngày 29 tháng 10 năm 1914, cô đã viết thư xin lỗi mẹ vì đã có lời lẽ xúc phạm người Đức – do trong lúc cảm xúc dâng trào, cô quên mất rằng mẹ mình sinh ra ở Đức. Nữ hoàng sau đó đáp lại rằng bà rất buồn khi bị người Nga đồn đại về mối quan hệ với nước Đức, bởi bà luôn coi mình hoàn toàn là người Nga.

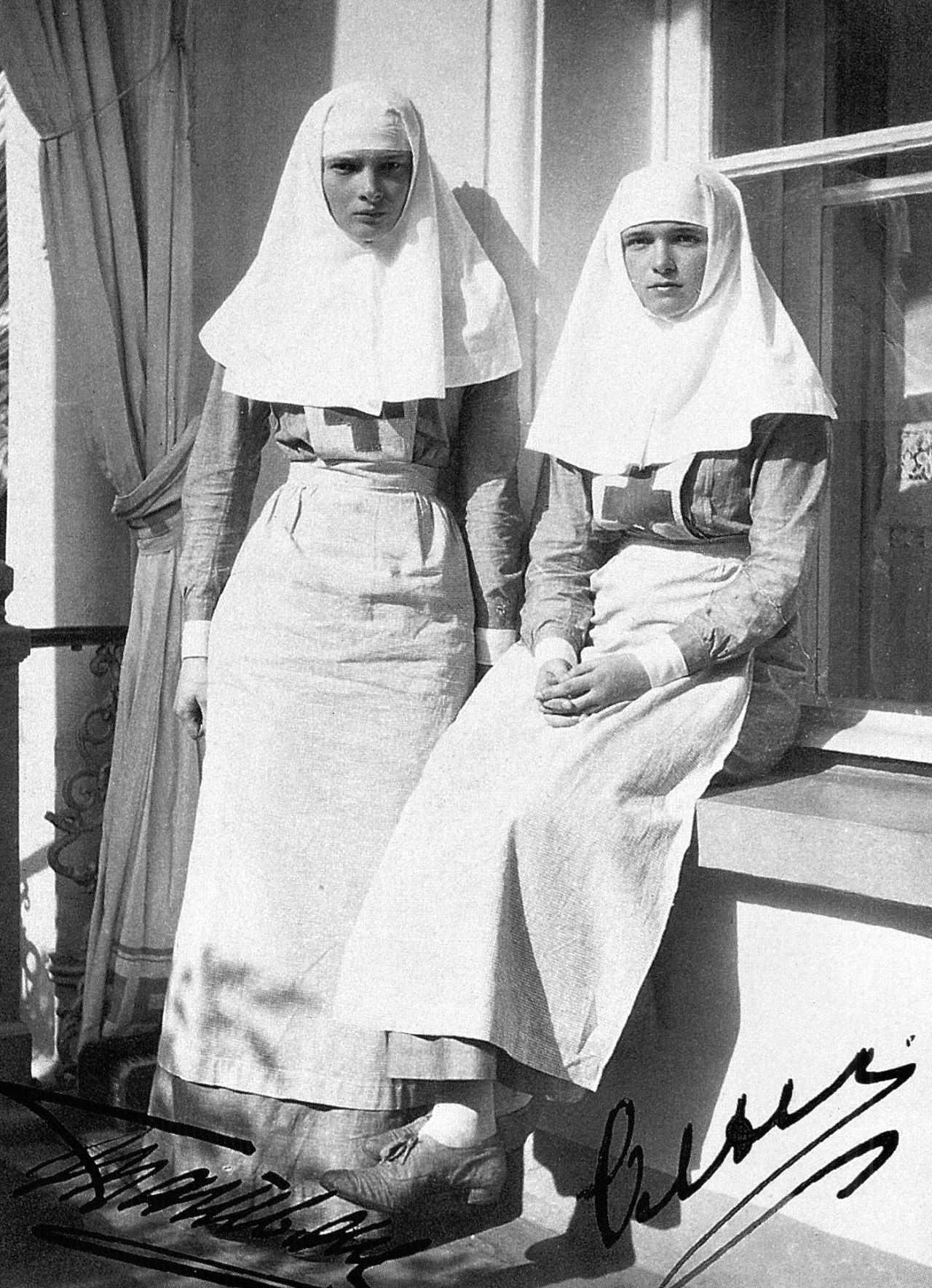
Nữ Đại vương công Tatyana và Olga Nikolaevna của Nga trong vai trò y tá năm 1916

Ngày 15 tháng 8 năm 1915, Tatiana viết thư cho mẹ, bày tỏ sự bất lực và khao khát được đóng góp nhiều hơn cho đất nước trong thời chiến: “Con không thể diễn tả hết được con cảm thấy có lỗi như thế nào với mẹ và những người thân yêu của con. Con rất buồn vì không thể giúp gì cho mẹ. Trong những lúc như thế này, con chỉ ước mình là đàn ông.”

### Chuyện tình lãng mạn với những người lính
Khi mới 13 tuổi, Tatiana đang ốm nặng đã nài nỉ mẹ cho phép rời giường chỉ để được nhìn thấy một người lính mà cô thầm thương trộm nhớ. Ngày 20 tháng 4 năm 1911, cô viết cho Hoàng hậu: “Con rất muốn được đi xem buổi duyệt binh của sư đoàn thứ hai vì con cũng là con gái thứ hai, chị Olga đã được đi xem buổi duyệt binh đầu tiên rồi, nên giờ đến lượt con... Vâng, mẹ ơi, và ở sư đoàn thứ hai con sẽ được gặp người mà con cần gặp... mẹ biết là ai mà...”.
Trong số tháng 12 năm 2004 của tạp chí Royalty Digest: A Journal of Record, Peter de Malama viết rằng người anh họ của ông, Dmitri Yakovlevich Malama – một sĩ quan kỵ binh trong quân đội Đế quốc Nga – đã gặp Tatyana khi bị thương vào năm 1914. De Malama cho rằng Dmitri sau đó được bổ nhiệm làm thị vệ trong triều đình Sa hoàng tại Tsarskoye Selo, nơi ông phát triển mối quan hệ tình cảm với Tatyana. Vào tháng 9 năm 1914, Dmitri tặng Tatyana một chú chó bulldog Pháp, cô đặt tên nó là “Ortipo”. Ngày 30 tháng 9 năm 1914, Tatiana viết cho mẹ: “Mẹ tha lỗi cho con chuyện con chó nhỏ nhé. Thật ra khi anh ấy hỏi con có muốn nhận nó không nếu anh ấy tặng, thì con lập tức đồng ý. Mẹ còn nhớ con luôn mong có một con mà. Chỉ sau khi về đến nhà, con mới nghĩ có thể mẹ sẽ không thích con nuôi nó. Nhưng lúc ấy con thật sự quá vui sướng với ý tưởng đó nên đã quên hết mọi thứ khác.”
Khi Ortipo chết, Dmitri lại tặng cô một chú chó con khác. Tatyana mang theo chú chó ấy đến Yekaterinburg, nơi nó chết cùng với cả gia đình cô. Mười tám tháng sau khi tặng Ortipo, Dmitri đến thăm gia đình hoàng tộc. Ngày 17 tháng 3 năm 1916, Tsarina viết cho Sa hoàng Nicholas: “Cậu bé Malama nhỏ của em đến chơi một tiếng tối qua... Trông khỏe mạnh và đàn ông hơn, nhưng vẫn là một cậu trai đáng yêu. Em phải nói, cậu ấy sẽ là một chàng rể hoàn hảo – sao các hoàng tử ngoại quốc không dễ thương được như vậy chứ!”
Theo Peter de Malama, vào tháng 8 năm 1919, Malama tử trận khi chỉ huy một đơn vị Bạch Vệ trong cuộc nội chiến chống lại phe Bolshevik ở Ukraine.

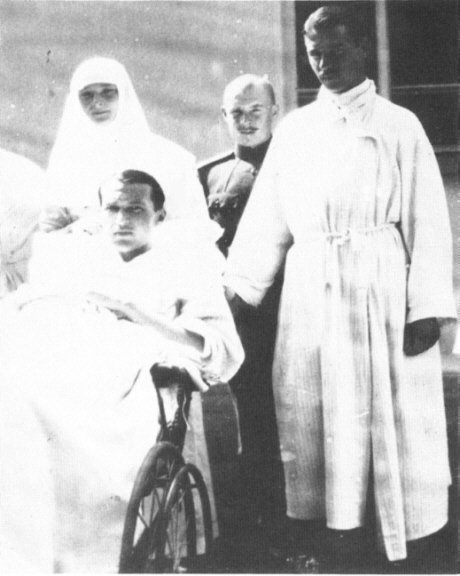
Nữ Đại vương công Tatyana Nikolaevna mặc đồng phục y tá của Hội Chữ thập đỏ và Dmitri Yakovlevich Malama

Theo nhật ký của Valentina Ivanovna Chebotareva, Tatiana có cảm tình với một sĩ quan tên Vladimir Kiknadze, người mà cô chăm sóc khi bị thương vào năm 1915 và 1916. Bà kể rằng Tatiana từng ngồi cạnh “Volodia” khi anh chơi một bản nhạc bằng một ngón tay trên đàn piano và thì thầm trò chuyện cùng cô. Chebotareva còn cho rằng Tatiana và chị gái Olga thường viện cớ đến bệnh viện chỉ để được gặp Volodia. Bà lo ngại những cuộc tình lãng mạn giữa các Nữ Đại vương công với các sĩ quan bị thương sẽ làm ảnh hưởng đến thanh danh của họ.

### Đàm phán hôn nhân
Có tin đồn rằng Vua Peter I của Serbia muốn chọn Tatyana làm vợ cho con trai út của ông, Hoàng tử Alexander. Vào tháng 1 năm 1914, Thủ tướng Serbia Nikola Pašić đã trao một bức thư cho Sa hoàng Nicholas, trong đó Vua Peter bày tỏ mong muốn con trai mình được kết hôn với một trong các nữ đại vương công. Nicholas đáp lại rằng ông sẽ để các con gái tự quyết định người mình muốn lấy, nhưng ông cũng nhận thấy rằng Hoàng tử Alexander của Serbia thường chăm chú nhìn Tatyana trong các bữa ăn gia đình khi đến thăm St. Petersburg gần đây.
Ngoài ra, cũng có tin đồn rằng gia đình hoàng gia Windsor của Anh muốn tác thành cuộc hôn nhân giữa Tatyana và Thân vương xứ Wales – người sau này là Vua Edward VIII. Edward được cho là đã bị ấn tượng bởi vẻ đẹp của Tatyana và cách cô chăm sóc cậu em trai nhỏ của mình.
Tuy nhiên, lúc đó Tatiana vẫn còn quá trẻ để cha mẹ cô xem xét nghiêm túc các đề xuất hôn nhân, và mọi cuộc đàm phán cuối cùng đều chấm dứt khi Thế chiến thứ nhất bùng nổ.

## Mộ phần và xác nhận ADN
Trong nhiều thập kỷ, có nhiều giả thuyết cho rằng một hoặc nhiều hơn một thành viên trong gia đình sống sót sau khi bị ám sát. Những giả thuyết này

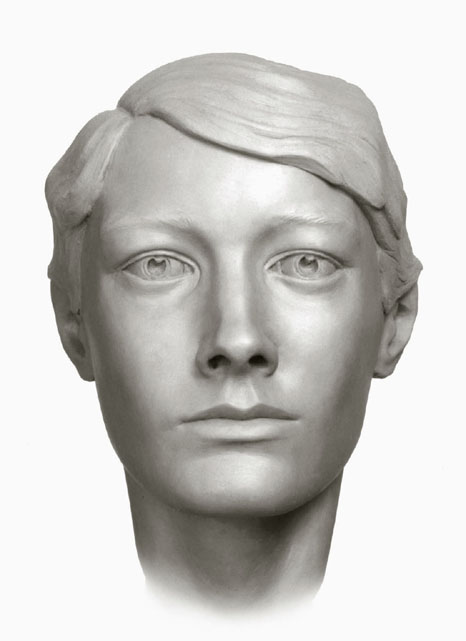
Tái tạo lại khuôn mặt của Tatyana bởi S.A. Nikitin, 1994

giảm đi đáng kể khi các thi thể của hầu hết các thành viên trong gia đình được tìm thấy và xác nhận từ một ngôi mộ tập thể được phát hiện trong khu rừng ngoài Yekaterinaburg. Các giả thuyết còn lại xoay quanh việc hai bộ hài cốt chưa được tìm thấy của Aleksey và một trong bốn chị gái của ông, các nhà khoa học Nga cho rằng đó là Mariya còn các nhà khoa học Mỹ lại nghĩ là Anastasia. Michael Occleshaw viết trong cuốn sách The Romanov Conspiracies: The Romanovs and the House of Windsor xuất bản năm 1995 rằng Tatyana có thể đã được giải cứu tới Anh, rồi cưới một sĩ quan và sống dưới cái tên Larissa Tudor. Occleshaw xác nhận điều này sau khi nghiên cứu nhật ký của đặc vụ Anh Richard Meinertzhagen, người ám chỉ việc giải thoát thành công người được cho là Tatyana. Tuy nhiên, các nhà sử học đã phủ nhân điều này, và khẳng định rằng toàn bộ thành viên nhà Romanov đã bị ám sát tại Yekaterinaburg.
Vào ngày 23 tháng 8 năm 2007, một nhà khảo cổ học người Nga thông báo tìm được hai bộ xương bị cháy và rời rạc tại một điểm đốt lửa trại gần Yekaterinburg có vẻ khớp với địa điểm trong hồi kỷ của Yurovsky. Các nhà khảo cổ học nói bộ xương thuộc về một cậu bé tầm 12 đến 15 tuổi khi qua đời và một người phụ nữ trẻ tầm 15 đến 19 tuổi. Anastasia 17 và 1 tháng tuổi khi bị ám sát, trong khi chị gái Mariya 19 và 1 tháng tuổi và em trai Aleksey còn 2 tuần nữa là tròn 14 tuổi. Olga và Tatyana lần lượt 22 và 21 tuổi khi bị ám sát. Cùng với bộ hài cốt của 2 thi thể, các nhà khảo cổ học tìm thấy "những mảnh vỡ của thùng chứa acid sulfuric, đinh, dải kim loại dải kim loại từ hộp gỗ và đạn có cỡ nòng khác nhau." Các bộ xương được tìm thấy bởi máy dò kim loại.
Các pháy y Nga thông báo vào ngày 22 tháng 1 năm 2008 rằng cuộc khám nghiệm sơ bộ cho thầy "khả năng cao'' bộ hài cốt thuộc về Thái tử Aleksey và một trong những người chị của ông. Vào ngày 30 tháng 4 năm 2008, các pháp y Nga thông báo rằng giám định ADN cho thấy bộ hài cốt thuộc về Thái tử Aleksey và một trong những người chị của ông. Kết quả này đã xác nhận rằng cả gia đình Sa hoàng đều đã qua đời.

## Tuyên thánh
Vào năm 1981 Tatyana và gia đình được tuyên thánh bởi Giáo hội Chính thống giáo Nga ngoài Nga với tư cách là thánh tử đạo. Vào năm 2000, Tatyana và cả gia đình được tuyến thánh bởi Giáo hội Chính thống giáo Nga với tư cách là người chịu nỗi thống khổ.
Thi thể của Sa hoàng Nikolai II, Sa hậu Aleksandra, và ba con gái cuối cùng được an táng tại Nhà thờ chính tòa Thánh Pyotr và Pavel tại Sankt-Peterburg vào ngày 17 tahngs 7 năm 1998, tám mươi năm sau khi họ bị ám sát.

## Gia phả
| \| \| \| \| \| \| \| \| \| \| \| \| \| \| \| \| \| \| \| \| 16. Nikolai I của Nga \| \| \| \| \| \| \| \| \| \| \| \| \| \| \| \| \| \| \| \| \| \| \| \| \| \| \| \| \| \| \| \| \| \| \| \| \| \| \| \| \| \| \| \| \| \| \| \| \| \| \| \| \| \| 8. Aleksandr II của Nga[70] \| \| \| \| \| \| \| \| \| \| \| \| \| \| \| \| \| \| \| \| \| \| \| \| \| \| \| \| \| \| \| \| \| \| \| \| \| \| \| \| \| \| \| \| \| \| \| \| \| \| \| \| \| \| 17. Charlotte Wilhelmine của Phổ \| \| \| \| \| \| \| \| \| \| \| \| \| \| \| \| \| \| \| \| \| \| \| \| \| \| \| \| \| \| \| \| \| \| \| \| \| \| \| \| \| \| \| \| \| \| \| \| \| \| \| \| \| \| 4. Aleksandr III của Nga[71] \| \| \| \| \| \| \| \| \| \| \| \| \| \| \| \| \| \| \| \| \| \| \| \| \| \| \| \| \| \| \| \| \| \| \| \| \| \| \| \| \| \| \| \| \| \| \| \| \| \| \| \| \| \| 18. Ludwig II xứ Hessen và Rhein (= 24) \| \| \| \| \| \| \| \| \| \| \| \| \| \| \| \| \| \| \| \| \| \| \| \| \| \| \| \| \| \| \| \| \| \| \| \| \| \| \| \| \| \| \| \| \| \| \| \| \| \| \| \| \| \| 9. Marie xứ Hessen và Rhein[70] \| \| \| \| \| \| \| \| \| \| \| \| \| \| \| \| \| \| \| \| \| \| \| \| \| \| \| \| \| \| \| \| \| \| \| \| \| \| \| \| \| \| \| \| \| \| \| \| \| \| \| \| \| \| 19. Wilhelmine xứ Baden (= 25) \| \| \| \| \| \| \| \| \| \| \| \| \| \| \| \| \| \| \| \| \| \| \| \| \| \| \| \| \| \| \| \| \| \| \| \| \| \| \| \| \| \| \| \| \| \| \| \| \| \| \| \| \| \| 2. Nikolai II của Nga \| \| \| \| \| \| \| \| \| \| \| \| \| \| \| \| \| \| \| \| \| \| \| \| \| \| \| \| \| \| \| \| \| \| \| \| \| \| \| \| \| \| \| \| \| \| \| \| \| \| \| \| \| \| 20. Friedrich Wilhelm I xứ Slesvig-Holsten-Sønderborg-Glücksborg \| \| \| \| \| \| \| \| \| \| \| \| \| \| \| \| \| \| \| \| \| \| \| \| \| \| \| \| \| \| \| \| \| \| \| \| \| \| \| \| \| \| \| \| \| \| \| \| \| \| \| \| \| \| 10. Christian IX của Đan Mạch[72] \| \| \| \| \| \| \| \| \| \| \| \| \| \| \| \| \| \| \| \| \| \| \| \| \| \| \| \| \| \| \| \| \| \| \| \| \| \| \| \| \| \| \| \| \| \| \| \| \| \| \| \| \| \| 21. Luise Karoline xứ Hessen-Kassel \| \| \| \| \| \| \| \| \| \| \| \| \| \| \| \| \| \| \| \| \| \| \| \| \| \| \| \| \| \| \| \| \| \| \| \| \| \| \| \| \| \| \| \| \| \| \| \| \| \| \| \| \| \| 5. Dagmar của Đan Mạch[71] \| \| \| \| \| \| \| \| \| \| \| \| \| \| \| \| \| \| \| \| \| \| \| \| \| \| \| \| \| \| \| \| \| \| \| \| \| \| \| \| \| \| \| \| \| \| \| \| \| \| \| \| \| \| 22. Wilhelm xứ Hessen-Kassel \| \| \| \| \| \| \| \| \| \| \| \| \| \| \| \| \| \| \| \| \| \| \| \| \| \| \| \| \| \| \| \| \| \| \| \| \| \| \| \| \| \| \| \| \| \| \| \| \| \| \| \| \| \| 11. Luise của Hessen-Kassel[72] \| \| \| \| \| \| \| \| \| \| \| \| \| \| \| \| \| \| \| \| \| \| \| \| \| \| \| \| \| \| \| \| \| \| \| \| \| \| \| \| \| \| \| \| \| \| \| \| \| \| \| \| \| \| 23. Charlotte của Đan Mạch \| \| \| \| \| \| \| \| \| \| \| \| \| \| \| \| \| \| \| \| \| \| \| \| \| \| \| \| \| \| \| \| \| \| \| \| \| \| \| \| \| \| \| \| \| \| \| \| \| \| \| \| \| \| 1. Tatyana Nikolayevna của Nga \| \| \| \| \| \| \| \| \| \| \| \| \| \| \| \| \| \| \| \| \| \| \| \| \| \| \| \| \| \| \| \| \| \| \| \| \| \| \| \| \| \| \| \| \| \| \| \| \| \| \| \| \| \| 24. Ludwig II xứ Hessen và Rhein (= 18) \| \| \| \| \| \| \| \| \| \| \| \| \| \| \| \| \| \| \| \| \| \| \| \| \| \| \| \| \| \| \| \| \| \| \| \| \| \| \| \| \| \| \| \| \| \| \| \| \| \| \| \| \| \| 12. Karl xứ Hessen và Rhein[73] \| \| \| \| \| \| \| \| \| \| \| \| \| \| \| \| \| \| \| \| \| \| \| \| \| \| \| \| \| \| \| \| \| \| \| \| \| \| \| \| \| \| \| \| \| \| \| \| \| \| \| \| \| \| 25. Wilhelmine xứ Baden (= 19) \| \| \| \| \| \| \| \| \| \| \| \| \| \| \| \| \| \| \| \| \| \| \| \| \| \| \| \| \| \| \| \| \| \| \| \| \| \| \| \| \| \| \| \| \| \| \| \| \| \| \| \| \| \| 6. Ludwig IV xứ Hessen và Rhein[74] \| \| \| \| \| \| \| \| \| \| \| \| \| \| \| \| \| \| \| \| \| \| \| \| \| \| \| \| \| \| \| \| \| \| \| \| \| \| \| \| \| \| \| \| \| \| \| \| \| \| \| \| \| \| 26. Wilhelm Karl của Phổ \| \| \| \| \| \| \| \| \| \| \| \| \| \| \| \| \| \| \| \| \| \| \| \| \| \| \| \| \| \| \| \| \| \| \| \| \| \| \| \| \| \| \| \| \| \| \| \| \| \| \| \| \| \| 13. Elisabeth của Phổ[73] \| \| \| \| \| \| \| \| \| \| \| \| \| \| \| \| \| \| \| \| \| \| \| \| \| \| \| \| \| \| \| \| \| \| \| \| \| \| \| \| \| \| \| \| \| \| \| \| \| \| \| \| \| \| 27. Maria Anna Amalie xứ Hessen-Homburg \| \| \| \| \| \| \| \| \| \| \| \| \| \| \| \| \| \| \| \| \| \| \| \| \| \| \| \| \| \| \| \| \| \| \| \| \| \| \| \| \| \| \| \| \| \| \| \| \| \| \| \| \| \| 3. Alix của Hessen và Rhein \| \| \| \| \| \| \| \| \| \| \| \| \| \| \| \| \| \| \| \| \| \| \| \| \| \| \| \| \| \| \| \| \| \| \| \| \| \| \| \| \| \| \| \| \| \| \| \| \| \| \| \| \| \| 28. Edward của Liên hiệp Anh \| \| \| \| \| \| \| \| \| \| \| \| \| \| \| \| \| \| \| \| \| \| \| \| \| \| \| \| \| \| \| \| \| \| \| \| \| \| \| \| \| \| \| \| \| \| \| \| \| \| \| \| \| \| 14. Victoria I của Liên hiệp Anh và Ireland[75] \| \| \| \| \| \| \| \| \| \| \| \| \| \| \| \| \| \| \| \| \| \| \| \| \| \| \| \| \| \| \| \| \| \| \| \| \| \| \| \| \| \| \| \| \| \| \| \| \| \| \| \| \| \| 29. Victoire xứ Sachsen-Coburg-Saalfeld \| \| \| \| \| \| \| \| \| \| \| \| \| \| \| \| \| \| \| \| \| \| \| \| \| \| \| \| \| \| \| \| \| \| \| \| \| \| \| \| \| \| \| \| \| \| \| \| \| \| \| \| \| \| 7. Alice của Liên hiệp Anh[74] \| \| \| \| \| \| \| \| \| \| \| \| \| \| \| \| \| \| \| \| \| \| \| \| \| \| \| \| \| \| \| \| \| \| \| \| \| \| \| \| \| \| \| \| \| \| \| \| \| \| \| \| \| \| 30. Ernst I xứ Sachsen-Coburg và Gotha \| \| \| \| \| \| \| \| \| \| \| \| \| \| \| \| \| \| \| \| \| \| \| \| \| \| \| \| \| \| \| \| \| \| \| \| \| \| \| \| \| \| \| \| \| \| \| \| \| \| \| \| \| \| 15. Albrecht xứ Sachsen-Coburg và Gotha[75] \| \| \| \| \| \| \| \| \| \| \| \| \| \| \| \| \| \| \| \| \| \| \| \| \| \| \| \| \| \| \| \| \| \| \| \| \| \| \| \| \| \| \| \| \| \| \| \| \| \| \| \| \| \| 31. Luise Pauline xứ Sachsen-Gotha-Altenburg \| \| \| \| \| \| \| \| \| \| \| \| \| \| \| \| \| \| \| \| \| \| \| \| \| \| \| \| \| \| \| \| \| \| \| \| \| \| \| \| \| \| \| \| \| \| \| \| \| \| \| \| |                                                                  |  |  |  |  |  |  |  |  |  |  |  |  |  |  |  |
| |                                                                  |  |  |  |  |  |  |  |  |  |  |  |  |  |  |  |
| | 16. Nikolai I của Nga                                            |  |  |  |  |  |  |  |  |  |  |  |  |  |  |  |
| |                                                                  |  |  |  |  |  |  |  |  |  |  |  |  |  |  |  |
| |                                                                  |  |  |  |  |  |  |  |  |  |  |  |  |  |  |  |
| | 8. Aleksandr II của Nga                                          |  |  |  |  |  |  |  |  |  |  |  |  |  |  |  |
| |                                                                  |  |  |  |  |  |  |  |  |  |  |  |  |  |  |  |
| |                                                                  |  |  |  |  |  |  |  |  |  |  |  |  |  |  |  |
| | 17. Charlotte Wilhelmine của Phổ                                 |  |  |  |  |  |  |  |  |  |  |  |  |  |  |  |
| |                                                                  |  |  |  |  |  |  |  |  |  |  |  |  |  |  |  |
| |                                                                  |  |  |  |  |  |  |  |  |  |  |  |  |  |  |  |
| | 4. Aleksandr III của Nga                                         |  |  |  |  |  |  |  |  |  |  |  |  |  |  |  |
| |                                                                  |  |  |  |  |  |  |  |  |  |  |  |  |  |  |  |
| |                                                                  |  |  |  |  |  |  |  |  |  |  |  |  |  |  |  |
| | 18. Ludwig II xứ Hessen và Rhein (= 24)                          |  |  |  |  |  |  |  |  |  |  |  |  |  |  |  |
| |                                                                  |  |  |  |  |  |  |  |  |  |  |  |  |  |  |  |
| |                                                                  |  |  |  |  |  |  |  |  |  |  |  |  |  |  |  |
| | 9. Marie xứ Hessen và Rhein                                      |  |  |  |  |  |  |  |  |  |  |  |  |  |  |  |
| |                                                                  |  |  |  |  |  |  |  |  |  |  |  |  |  |  |  |
| |                                                                  |  |  |  |  |  |  |  |  |  |  |  |  |  |  |  |
| | 19. Wilhelmine xứ Baden (= 25)                                   |  |  |  |  |  |  |  |  |  |  |  |  |  |  |  |
| |                                                                  |  |  |  |  |  |  |  |  |  |  |  |  |  |  |  |
| |                                                                  |  |  |  |  |  |  |  |  |  |  |  |  |  |  |  |
| | 2. Nikolai II của Nga                                            |  |  |  |  |  |  |  |  |  |  |  |  |  |  |  |
| |                                                                  |  |  |  |  |  |  |  |  |  |  |  |  |  |  |  |
| |                                                                  |  |  |  |  |  |  |  |  |  |  |  |  |  |  |  |
| | 20. Friedrich Wilhelm I xứ Slesvig-Holsten-Sønderborg-Glücksborg |  |  |  |  |  |  |  |  |  |  |  |  |  |  |  |
| |                                                                  |  |  |  |  |  |  |  |  |  |  |  |  |  |  |  |
| |                                                                  |  |  |  |  |  |  |  |  |  |  |  |  |  |  |  |
| | 10. Christian IX của Đan Mạch                                    |  |  |  |  |  |  |  |  |  |  |  |  |  |  |  |
| |                                                                  |  |  |  |  |  |  |  |  |  |  |  |  |  |  |  |
| |                                                                  |  |  |  |  |  |  |  |  |  |  |  |  |  |  |  |
| | 21. Luise Karoline xứ Hessen-Kassel                              |  |  |  |  |  |  |  |  |  |  |  |  |  |  |  |
| |                                                                  |  |  |  |  |  |  |  |  |  |  |  |  |  |  |  |
| |                                                                  |  |  |  |  |  |  |  |  |  |  |  |  |  |  |  |
| | 5. Dagmar của Đan Mạch                                           |  |  |  |  |  |  |  |  |  |  |  |  |  |  |  |
| |                                                                  |  |  |  |  |  |  |  |  |  |  |  |  |  |  |  |
| |                                                                  |  |  |  |  |  |  |  |  |  |  |  |  |  |  |  |
| | 22. Wilhelm xứ Hessen-Kassel                                     |  |  |  |  |  |  |  |  |  |  |  |  |  |  |  |
| |                                                                  |  |  |  |  |  |  |  |  |  |  |  |  |  |  |  |
| |                                                                  |  |  |  |  |  |  |  |  |  |  |  |  |  |  |  |
| | 11. Luise của Hessen-Kassel                                      |  |  |  |  |  |  |  |  |  |  |  |  |  |  |  |
| |                                                                  |  |  |  |  |  |  |  |  |  |  |  |  |  |  |  |
| |                                                                  |  |  |  |  |  |  |  |  |  |  |  |  |  |  |  |
| | 23. Charlotte của Đan Mạch                                       |  |  |  |  |  |  |  |  |  |  |  |  |  |  |  |
| |                                                                  |  |  |  |  |  |  |  |  |  |  |  |  |  |  |  |
| |                                                                  |  |  |  |  |  |  |  |  |  |  |  |  |  |  |  |
| | 1. Tatyana Nikolayevna của Nga                                   |  |  |  |  |  |  |  |  |  |  |  |  |  |  |  |
| |                                                                  |  |  |  |  |  |  |  |  |  |  |  |  |  |  |  |
| |                                                                  |  |  |  |  |  |  |  |  |  |  |  |  |  |  |  |
| | 24. Ludwig II xứ Hessen và Rhein (= 18)                          |  |  |  |  |  |  |  |  |  |  |  |  |  |  |  |
| |                                                                  |  |  |  |  |  |  |  |  |  |  |  |  |  |  |  |
| |                                                                  |  |  |  |  |  |  |  |  |  |  |  |  |  |  |  |
| | 12. Karl xứ Hessen và Rhein                                      |  |  |  |  |  |  |  |  |  |  |  |  |  |  |  |
| |                                                                  |  |  |  |  |  |  |  |  |  |  |  |  |  |  |  |
| |                                                                  |  |  |  |  |  |  |  |  |  |  |  |  |  |  |  |
| | 25. Wilhelmine xứ Baden (= 19)                                   |  |  |  |  |  |  |  |  |  |  |  |  |  |  |  |
| |                                                                  |  |  |  |  |  |  |  |  |  |  |  |  |  |  |  |
| |                                                                  |  |  |  |  |  |  |  |  |  |  |  |  |  |  |  |
| | 6. Ludwig IV xứ Hessen và Rhein                                  |  |  |  |  |  |  |  |  |  |  |  |  |  |  |  |
| |                                                                  |  |  |  |  |  |  |  |  |  |  |  |  |  |  |  |
| |                                                                  |  |  |  |  |  |  |  |  |  |  |  |  |  |  |  |
| | 26. Wilhelm Karl của Phổ                                         |  |  |  |  |  |  |  |  |  |  |  |  |  |  |  |
| |                                                                  |  |  |  |  |  |  |  |  |  |  |  |  |  |  |  |
| |                                                                  |  |  |  |  |  |  |  |  |  |  |  |  |  |  |  |
| | 13. Elisabeth của Phổ                                            |  |  |  |  |  |  |  |  |  |  |  |  |  |  |  |
| |                                                                  |  |  |  |  |  |  |  |  |  |  |  |  |  |  |  |
| |                                                                  |  |  |  |  |  |  |  |  |  |  |  |  |  |  |  |
| | 27. Maria Anna Amalie xứ Hessen-Homburg                          |  |  |  |  |  |  |  |  |  |  |  |  |  |  |  |
| |                                                                  |  |  |  |  |  |  |  |  |  |  |  |  |  |  |  |
| |                                                                  |  |  |  |  |  |  |  |  |  |  |  |  |  |  |  |
| | 3. Alix của Hessen và Rhein                                      |  |  |  |  |  |  |  |  |  |  |  |  |  |  |  |
| |                                                                  |  |  |  |  |  |  |  |  |  |  |  |  |  |  |  |
| |                                                                  |  |  |  |  |  |  |  |  |  |  |  |  |  |  |  |
| | 28. Edward của Liên hiệp Anh                                     |  |  |  |  |  |  |  |  |  |  |  |  |  |  |  |
| |                                                                  |  |  |  |  |  |  |  |  |  |  |  |  |  |  |  |
| |                                                                  |  |  |  |  |  |  |  |  |  |  |  |  |  |  |  |
| | 14. Victoria I của Liên hiệp Anh và Ireland                      |  |  |  |  |  |  |  |  |  |  |  |  |  |  |  |
| |                                                                  |  |  |  |  |  |  |  |  |  |  |  |  |  |  |  |
| |                                                                  |  |  |  |  |  |  |  |  |  |  |  |  |  |  |  |
| | 29. Victoire xứ Sachsen-Coburg-Saalfeld                          |  |  |  |  |  |  |  |  |  |  |  |  |  |  |  |
| |                                                                  |  |  |  |  |  |  |  |  |  |  |  |  |  |  |  |
| |                                                                  |  |  |  |  |  |  |  |  |  |  |  |  |  |  |  |
| | 7. Alice của Liên hiệp Anh                                       |  |  |  |  |  |  |  |  |  |  |  |  |  |  |  |
| |                                                                  |  |  |  |  |  |  |  |  |  |  |  |  |  |  |  |
| |                                                                  |  |  |  |  |  |  |  |  |  |  |  |  |  |  |  |
| | 30. Ernst I xứ Sachsen-Coburg và Gotha                           |  |  |  |  |  |  |  |  |  |  |  |  |  |  |  |
| |                                                                  |  |  |  |  |  |  |  |  |  |  |  |  |  |  |  |
| |                                                                  |  |  |  |  |  |  |  |  |  |  |  |  |  |  |  |
| | 15. Albrecht xứ Sachsen-Coburg và Gotha                          |  |  |  |  |  |  |  |  |  |  |  |  |  |  |  |
| |                                                                  |  |  |  |  |  |  |  |  |  |  |  |  |  |  |  |
| |                                                                  |  |  |  |  |  |  |  |  |  |  |  |  |  |  |  |
| | 31. Luise Pauline xứ Sachsen-Gotha-Altenburg                     |  |  |  |  |  |  |  |  |  |  |  |  |  |  |  |
| |                                                                  |  |  |  |  |  |  |  |  |  |  |  |  |  |  |  |
| |                                                                  |  |  |  |  |  |  |  |  |  |  |  |  |  |  |  |

## Sách
- Bokhanov, Alexander và Tiến sĩ Knodt, Manfred và Oustimenko, Vladimir và Peregudova, Zinaida và Tyutyunnik, Lyubov; Xenofontova, Lyudmila (dịch giả); The Romanovs: Love, Power, and Tragedy. Leppi Publications, 1993. ISBN 0-9521644-0-X
- Christopher, Peter, Kurth, Peter, và Radzinsky, Edvard. Tsar: The Lost World of Nicholas and Alexandra ISBN 0-316-50787-3
- Dehn, Lili. The Real Tsaritsa. 1922.
- De Malama, Peter. "The Romanovs: The Forgotten Romance" in Royalty Digest. Tháng 12 năm 2004, p. 184.
- Eagar, Margaret. Six Years at the Russian Court, 1906.
- Fuhrmann, Joseph T. The Complete Wartime Correspondence of Nicholas and Alexandra: April 1914 – March 1917. Greenwood Press, 1999.
- Gilliard, Pierre. Thirteen Years at the Russian Court. ISBN 0-405-03029-0
- Hawkins, George. Correspondence of the Russian Grand Duchesses: Letters of the Daughters of the Last Tsar  Amazon 2020. ISBN 979-8571453486
- King, Greg và Wilson, Penny. The Fate of the Romanovs, 2003. ISBN 0-471-20768-3
- Kurth, Peter, Anastasia: The Riddle of Anna Anderson, Back Bay Books, 1983, ISBN 0-316-50717-2
- "Tanya's Diary", Livadia.org
- Mager, Hugo. Elizabeth: Grand Duchess of Russia. Carroll and Graf Publishers, Inc., 1998, ISBN 0-7867-0678-3
- Massie, Robert K. Nicholas and Alexandra. 1967. ISBN 0-575-40006-4
- Massie, Robert K. The Romanovs: The Final Chapter. 1995. ISBN 0-679-43572-7
- Maylunas, Andrei and Mironenko, Sergei, Galy (biên tập viên); Darya (dịch giả). A Lifelong Passion: Nicholas and Alexandra: Their Own Story. 1997, Doubleday, ISBN 0-385-48673-1.
- Occleshaw, Michael, The Romanov Conspiracies: The Romanovs and the House of Windsor, Orion, 1993, ISBN 1-85592-518-4
- Rappaport, Helen. The Last Days of the Romanovs. 2008. St. Martin's Griffin. 2008. ISBN 978-0-312-60347-2.
- Rappaport, Helen. "The Romanov Sisters: The Lost Lives of the Daughters of Nicholas and Alexandra." St. Martin's Griffin, 2014. ISBN 978-1250067456
- Radzinsky, Edvard. The Rasputin File. Doubleday. 2000, ISBN 0-385-48909-9
- Shevchenko, Maxim. "The Glorification of the Royal Family", a 31 May 2000 article in the Nezavisemaya Gazeta.
- Tschebotarioff, Gregory P., Russia: My Native Land: A U.S. engineer reminisces and looks at the present, McGraw-Hill Book Company, 1964, ASIN B00005XTZJ
- Vorres, Ian. The Last Grand Duchess. 1965. ISBN 1-55263-302-0
- Vyrubova, Anna. Memories of the Russian Court.
- Zeepvat, Charlotte. The Camera and the Tsars: A Romanov Family Album. 2004. ISBN 0-7509-3049-7